# 1418 هـ
1418 هـ هي سنة في التقويم الهجري امتدت مقابلةً في التقويم الميلادي بين سنتي 1997 و1998.

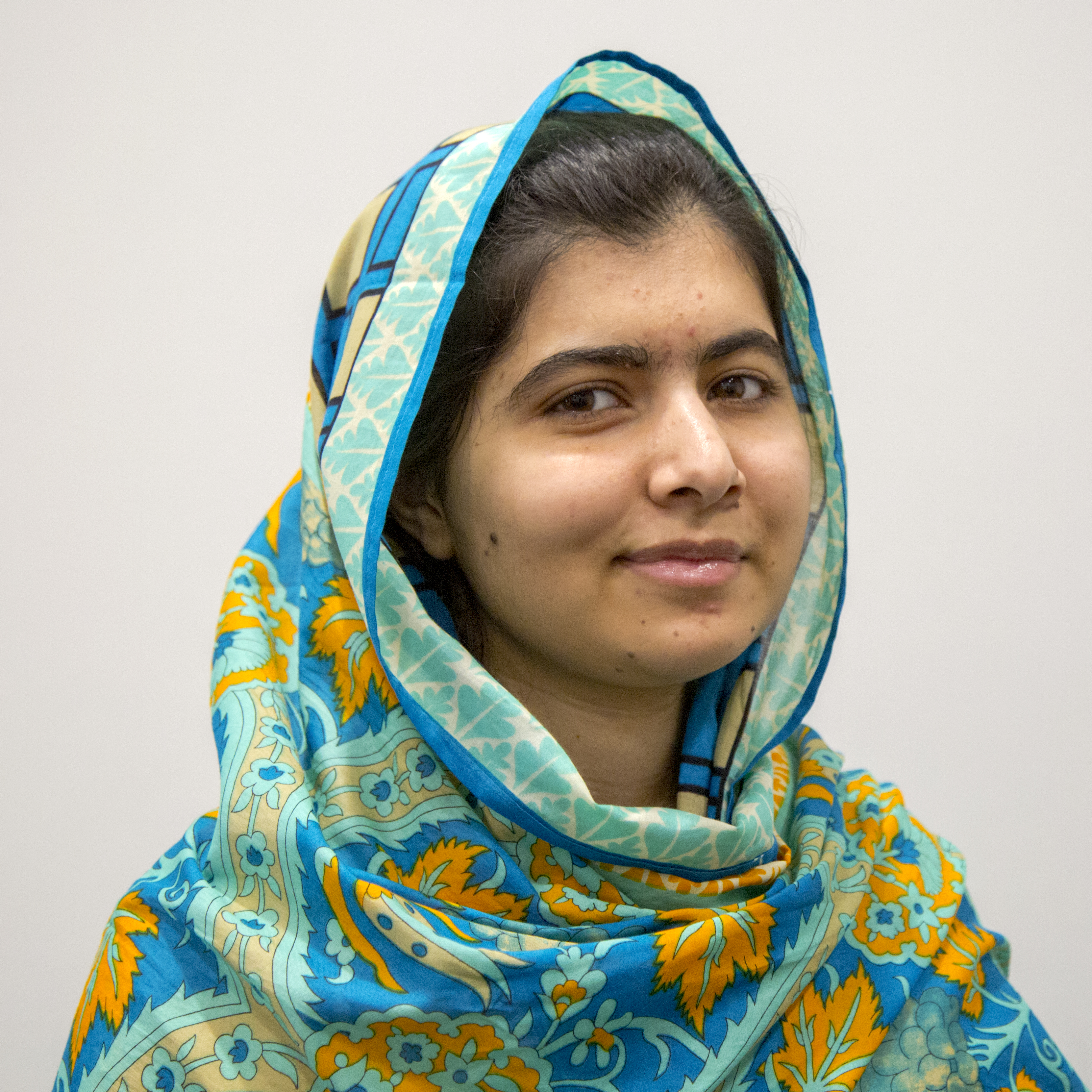
ملالا يوسفزي، الحائزة على جائزة نوبل في السلام

## مواليد
- كايلي جينر
- مقتل حمزة الخطيب
- ملالا يوسفزي

## وفيات
- حمودة بن ساعي
- عبد العزيز بن عبد الرحمن بن ماجد
- عبد الله خريبط
- محمد الهدار
- محمود عبد الوهاب فايد
- إسماعيل صادق العدوي
- عبد العزيز بن عبد العزيز بن ماضي
- محمد الحسيني الروحاني
- محمود محمد شاكر
- صالح بن ناصر الخزيم
- عبد الله بن سعود بن عبد العزيز آل سعود